# 崔白

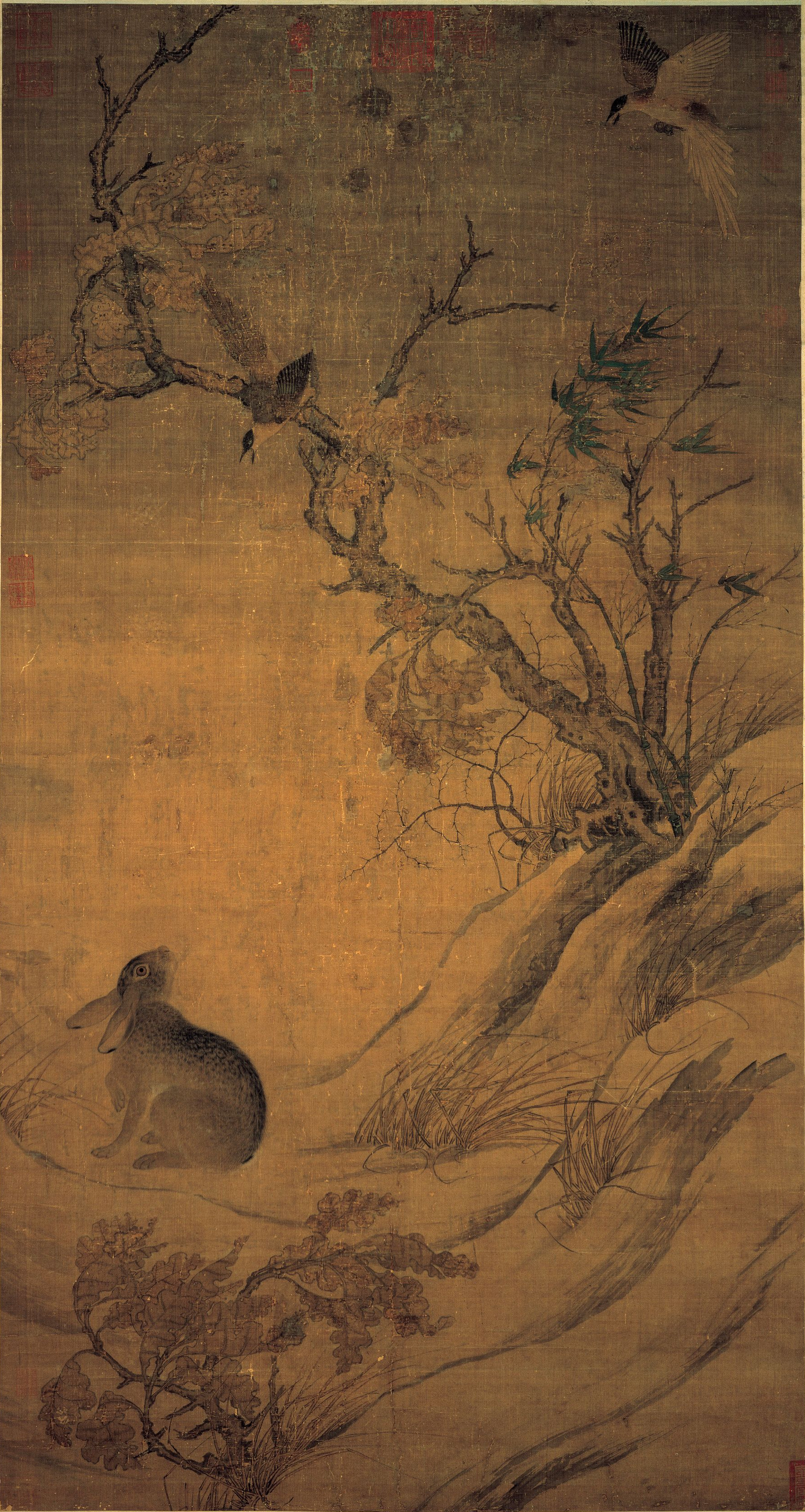
1061年所繪《雙喜圖》軸，縱193.7×橫103.4公分，現藏臺北國立故宮博物院。

崔白（？—？），字子西，活躍於十一世紀，江西人，生于安徽濠州。北宋畫家。

## 簡介
仁宗時入畫院，至神宗時辭去職務。擅長道釋、山水、花木、鳥獸畫，尤其是擅長花鳥寫生，工花翎羽毛，重視勾勒填彩，筆跡強韌有力。傳說崔白畫直線可免用尺，依然可畫出筆直又強勁的直線線條。其淡雅的畫面構圖風格，改變自宋初以來畫院中流行的黃筌父子的濃豔畫風。

## 作品
《雙喜圖》、《枇杷孔雀圖》、《秋浦蓉賓》、《竹鷗圖》、《蘆花羲愛》、《蘆汀宿雁》藏於台灣台北國立故宮博物院
《寒雀圖》藏於北京故宮博物院